# Słoneczna włócznia
Słoneczna włócznia – polski serial fantastyczny w reżyserii Jerzego Łukaszewicza. Serial liczy 13 odcinków. Zdjęcia do serialu trwały od 27 lipca do 30 listopada 1999, realizowano je w takich miejscach jak: Warszawa, Wrocław, Polanica-Zdrój, Kotlina Kłodzka, Gdynia, Toruń, Słowacja.

## Opis fabuły
Bohaterem serialu jest 12-letni Maks, jego ojciec, Mateusz, jest naukowcem, fizykiem – teraz uczestniczy w wyprawie ekipy archeologów prowadzących prace wykopaliskowe w Andach. Maks, wykraczający swą wiedzą poza przeciętność, nie jest lubiany przez swych szkolnych kolegów, tym bardziej że jest nowym uczniem w klasie. Jedynym jego przyjacielem jest Matylda, równie szalona jak Maks...

## Obsada
- Maciej Łagodziński – Maks
- Jerzy Gudejko – Mateusz, Ojciec Maksa
- Katarzyna Chrzanowska – Matka Maksa
- Małgorzata Głuchowska – Monika, siostra Maksa
- Gudrun Okras – Babcia Maksa
- Marta Borowska – Matylda
- Matthias Zahlbaum – Filip Weller
- Matthias Matz – Erwin
- Sebastian Konrad – Ion
- Grzegorz Ruda – Artur Gordon
- Łukasz Jaźwiec – Titu
- Michał Frach – Dodo
- Jan Rekiel – Kangur
- Andrzej Mastalerz – Matematyk
- Joanna Sienkiewicz – Historyczka
- Ryszard Chlebuś – Sanders, cukiernik
- January Brunov – Trener koszykówki
- Anna Nowak (aktorka) – Reporterka
- Weronika Pelczyńska – Samanta
- Paweł Burczyk – Paul Dreiser
- Anna Samusionek – Matka Matyldy
- Mirosław Siedler – Ojciec Matyldy
- Maciej Damięcki – Sierżant
- Henryk Talar – Komisarz Nart
- Marcin Kobierski – Aspirant
- Irena Kownas – Gosposia Gordona
- Marcin Sosnowski – Doktor Fuller
- Jerzy Braszka – Asystent Doktora Fullera
- Stephen Durr – Konrad, reporter
- Reiner Heise – Zac
- Jurgen Reuter – Ojciec Artura
- Aleksander Skowroński – Mieszkaniec Tardy
- Jerzy Moes – portier
- Aleksander Trąbczyński – dyrektor banku
- Cezary Kosiński – Edi
- Tomasz Sapryk – Dil
- Arkadiusz Janiczek – Listonosz
- Adam Krawczuk – Taksówkarz
- Antoni Ostrouch – Lautaro, pilot śmigłowca
- Mirosław Zbrojewicz – pilot helikoptera

## Odcinki
| Numer | Data emisji | Tytuł                  | Opis odcinka |
| ----- | ----------- | ---------------------- | --- |
|       |             |                        | |
| 1     |             | Tajemnicze odkrycie    | Mateusz Grey podczas wyprawy w Andach znajduje magiczny przedmiot – Słoneczną włócznię, która wydziela niezwykłe i pozaziemskie promieniowanie. |
| 2     |             | Artur                  | Ojciec Maksa, Mateusz, powraca z wyprawy. Przynosi do swej domowej pracowni tajemniczy przedmiot, zabraniając domownikom wstępu do pomieszczenia. Tymczasem w Tardzie trwają przygotowania do obchodów 250-lecia założenia miasta.                  |
| 3     |             | Magiczna moc           | Artur wraz z kumplami zastawiają pułapkę na Maxa i Matyldę, w rezultacie czego Max i Matylda wpadają do ciężarówki z ciastkami i zostają wywiezieni do lunaparku.                                                                                   |
| 4     |             | Fenomem                | Maks ma dosyć chodzenia do szkoły, przede wszystkim Artura i jego kumpli, którzy codziennie mu dokuczają. Okazuje się, że są zazdrośni o jego ponadprzeciętną wiedzę.                                                                               |
| 5     |             | Tajemniczy ślad        | Dwaj złodzieje, Edi i Dil, są zainteresowani magicznymi zdolnościami Maksa i chcą, aby chłopiec pomógł im w napadzie na bank. |
| 6     |             | Dom Orchidei           | Rodzice Matyldy postanawiają sprzedać dom, w związku z czym będzie musiała się wyprowadzić z Tardy. Maks martwi się, że nie będzie mógł spotykać się z koleżanką. Maks sprawia jednak, że mężczyzna, któremu ma być sprzedany dom, zmienia decyzję. |
| 7     |             | Niezwykły gość         | Maksowi grozi niebezpieczeństwo, ponieważ jeżeli nie pozbędzie się magicznej energii, zamieni się w falę elektromagnetyczną i zostanie przeniesiony w inny wymiar kosmiczny. Na szczęście jest ktoś, kto może mu odebrać energię.                   |
| 8     |             | Obcy na planecie Terra | Jon, istota z cywilizacji pozaziemskiej, zamieszkuje u Maksa. |
| 9     |             | Matylda                | Rodzice Maksa martwią się o niego, dlatego pozwolili mu przez kilka dni nie chodzić do szkoły. Tymczasem mieszkańcy Tardy poznają Jona. |
| 10    |             | Trop                   | Słoneczna włócznia ginie z instytutu genetyki. Rozpoczynają się poszukiwania. |
| 11    |             | Ostatnie starcie       | Zac z wrogiej cywilizacji pozaziemskiej pragnie posiąść moc słonecznej włóczni, co oznacza niebezpieczeństwo dla Maksa i Jona. |
| 12    |             | Powrót do Bramy Słońca | Maks z każdą chwilą traci swą moc. Jedynym wyjściem z sytuacji jest kontakt z istotami pozaziemskimi. |
| 13    |             | Najważniejszy mecz     | Maks traci swą magiczną moc, a Jon wraca na swoją planetę. Tymczasem w szkole Maksa rozgrywa się mecz koszykówki. |